# Entitats subnacionals d'Amèrica Llatina per IDH

Amèrica Llatina

Llista basada en la informació del Programa de les Nacions Unides per al Desenvolupament a Amèrica Llatina. Entre els països de major percentatge se situen Mèxic 2004, Uruguai 2002, Brasil 2005, Argentina 2004, Xile 2004, Veneçuela 2004, Colòmbia 2001. Tots els nous departaments creats per la Constitució de Colòmbia de 1991 tenen un índex de desenvolupament humà de 0,755, segons reportat per l'UNDP.
| Lloc | Entitats subnacionals | Nació      | IDH   |
| ---- | --------------------- | ---------- | ----- |
| 1r   | Ciutat de Mèxic       | Mèxic      | 0,883 |
| 2r   | Montevideo            | Uruguai    | 0,880 |
| 3r   | Brasilia              | Brasil     | 0,874 |
| 4r   | Flores                | Uruguai    | 0,854 |
| 5r   | Colonia               | Uruguai    | 0,852 |
| 6r   | Nuevo León            | Mèxic      | 0,851 |
| 7r   | Florida               | Uruguai    | 0,842 |
| 8r   | Maldonado             | Uruguai    | 0,841 |
| 9r   | Santa Catarina        | Brasil     | 0,840 |
| 10r  | Baja California       | Mèxic      | 0,839 |
| 11r  | Río Negro             | Uruguai    | 0,837 |
| 12r  | Rocha                 | Uruguai    | 0,837 |
| 13r  | Durazno               | Uruguai    | 0,837 |
| 14r  | Asunción              | Paraguai   | 0,837 |
| 15r  | Buenos Aires          | Argentina  | 0,836 |
| 16r  | Lavalleja             | Uruguai    | 0,836 |
| 17r  | Coahuila              | Mèxic      | 0,835 |
| 18r  | Soriano               | Uruguai    | 0,835 |
| 19r  | Chihuahua             | Mèxic      | 0,834 |
| 20r  | Baja California Sur   | Mèxic      | 0,833 |
| 21r  | São Paulo             | Brasil     | 0,833 |
| 22r  | Rio de Janeiro        | Brasil     | 0,832 |
| 23r  | Rio Grande do Sul     | Brasil     | 0,832 |
| 24r  | Mato Grosso do Sul    | Brasil     | 0,830 |
| 25r  | Aguascalientes        | Mèxic      | 0,828 |
| 26r  | Tacuarembó            | Uruguai    | 0,828 |
| 27r  | Caracas               | Veneçuela  | 0,827 |
| 28r  | Campeche              | Mèxic      | 0,826 |
| 29r  | Sonora                | Mèxic      | 0,825 |
| 30r  | Tamaulipas            | Mèxic      | 0,824 |
| 31r  | Terra del Foc         | Argentina  | 0,823 |
| 32r  | Paraná                | Brasil     | 0,820 |
| 33r  | Miranda               | Veneçuela  | 0,820 |
| 34r  | Santa Cruz            | Argentina  | 0,819 |
| 35r  | Treinta y Tres        | Uruguai    | 0,819 |
| 36r  | Salto                 | Uruguai    | 0,819 |
| 37r  | Bogotá                | Colòmbia   | 0,817 |
| 38r  | Chubut                | Argentina  | 0,815 |
| 39r  | Cerro Largo           | Uruguai    | 0,814 |
| 40r  | Santiago de Chile     | Xile       | 0,812 |
| 41r  | Heredia               | Costa Rica | 0,810 |
| 42r  | Estat de Colima       | Mèxic      | 0,809 |
| 43r  | Artigas               | Uruguai    | 0,809 |
| 44r  | Querétaro de Arteaga  | Mèxic      | 0,808 |
| 45r  | Jalisco               | Mèxic      | 0,805 |
| 46r  | Durango               | Mèxic      | 0,804 |
| 47r  | Espírito Santo        | Brasil     | 0,802 |
| 48r  | Mato Grosso do Sul    | Brasil     | 0,802 |
| 49r  | Morelos               | Mèxic      | 0,801 |
| 50r  | Neuquén               | Argentina  | 0,800 |
| 51r  | Estat de Goiás        | Brasil     | 0,800 |
| 52r  | Minas Gerais          | Brasil     | 0,800 |